# Ub Iwerks
Ub Iwerks, né Ubbe Ert Iwwerks le 24 mars 1901 à Kansas City (Missouri) et mort le 7 juillet 1971 à Burbank (Californie), est un animateur et producteur américain, surtout connu pour son travail avec et pour Walt Disney, dont la création graphique de Mickey Mouse et Oswald le lapin chanceux. Il a fait modifier son nom d'origine néerlandaise au début des années 1920.

## Biographie

### 1919-1930: Iwerks et Disney
Ub Iwerks rencontre Walt Disney à Kansas City vers la fin 1919 alors qu'il travaille pour la société Pesmen-Rubin Commercial Art Studio, faisant du lettrage et de l'aérographe. Ensemble ils créent en janvier 1920 la société Iwerks-Disney Commercial Artists, aussi appelé Iwerks-Disney Studio. Elle aurait pu s'appeler Disney-Iwerks, mais le nom final a été choisi car « il évoquait moins un lunetier ». La société périclite au bout d'un mois. Le duo est alors engagé par la Kansas City Film Ad Company (société de film publicitaire de Kansas City) et travaille sur des animations publicitaires primitives pour les cinémas locaux.
En 1922, Disney fonde le Laugh-O-Gram Studio, qui produit des courts métrages animés basés sur les contes de fées populaires et des histoires pour enfants. Parmi les employés, on retrouve Iwerks au poste de chef animateur. Mais en juillet 1923 le studio fait faillite. Disney part pour la Californie et abandonne tout le monde. Il fera venir la plupart de ses anciens collaborateurs dont Iwerks dès octobre 1923, lorsqu'un contrat sera signé pour la série des Alice Comedies.
Iwerks travaille sur de nombreux dessins animés dont la nouvelle série de Disney, Oswald le lapin chanceux (Oswald the Lucky Rabbit). On reconnaît le style de son dessin. Il est alors payé 40 dollars la semaine, soit plus que Disney, ce qui atteste son importance.
En 1928, Disney subit un revers avec Universal Pictures, son distributeur sur cette série, et en perd les droits au profit de Charles B. Mintz. Il découvre alors qu'il ne les avait jamais possédés et que la majorité de son équipe aurait à rester auprès du distributeur. Mais Iwerks lui reste fidèle. Pour se relancer dans l'animation, Disney a besoin d'un nouveau personnage : ce sera Mickey Mouse. Iwerks réalise presque seul le court métrage Plane Crazy, premier Mickey Mouse, et ce, à un rythme de 700 dessins par jour alors que la moyenne d'un professionnel des années 1990 se situe plutôt entre 80 et 100 dessins par semaine.
Quelques-uns des premiers dessins animés de Mickey Mouse sont presque entièrement animés par Iwerks. Et Disney lui laisse la réalisation de certains à partir de Les Cloches de l'Enfer (novembre 1929). Iwerks anime alors les Mickey Mouse, réalise les posters, peint les décors et supervise les Silly Symphonies.
Fin 1929, Disney demande à Iwerks, en plus de l'animation, de créer un comic strip Mickey Mouse. Iwerks en réalise les dessins de janvier à mars 1930, mais l'encrage est confié à Win Smith.
Malgré sa longue amitié avec Disney, Iwerks reste dans l'ombre de son ami en raison d'un caractère effacé et très réservé. Mais depuis longtemps Disney l'exaspère, bien qu'il garde le silence. Le fait que Disney refuse à ses animateurs d'apparaître au générique des films et sur les bandes dessinées empêche pour eux toute possibilité de reconnaissance.
Iwerks et Disney ont un différend qui gâche leur amitié quand Iwerks accepte un contrat avec un concurrent et le quitte pour ouvrir un studio d'animation à son nom.

### 1930-1940: Iwerks lance son propre studio
En 1930, Disney change de distributeur au profit de Columbia Pictures et se sépare du producteur Pat Powers, avec qui il a un conflit financier. Ce dernier réunit des investisseurs et contacte Iwerks, qu'il juge responsable de la plupart des premiers succès de Disney. Iwerks accepte sa proposition et remet sa lettre de démission à Disney le 21 janvier 1930, en même temps que Carl Stalling, principal compositeur de Disney. Iwerks reste pour finir certaines productions en cours. Le dernier court métrage de Mickey Mouse auquel Iwerks participe est The Cactus Kid, sorti au début avril 1930. Powers et ses associés aident Iwerks à cofinancer son propre studio en mars 1930.
L'Iwerks Studio ouvre peu après cette même année. Bien que, pendant un temps, l'animation chez Disney souffre du départ d'Iwerks, elle redémarre rapidement quand Disney engage de jeunes animateurs.
Iwerks crée alors un personnage proche de Mickey et d'Oswald, Flip la grenouille. Mais le style et les scénarios, proches de ceux des précédentes réalisations d'Iwerks, n'arrivent pas à contrecarrer le succès de Mickey Mouse. Les films sont distribués soit par la Metro-Goldwyn-Mayer, soit par Celebrity Pictures, société de Pat Powers. La série Flip la grenouille s'arrête en 1933 au bout de 38 épisodes. Le studio se lance alors dans l'adaptation d'histoires classiques, comme Jack and the Beanstalk (tiré de Jack et le Haricot magique, 1933) ou Le brave petit soldat de plomb (tiré du Stoïque Soldat de plomb, 1934).
Les studios d'Iwerks ne connaissent pas un grand succès et échouent dans leur lutte contre les studios Disney et Fleischer. Les investisseurs retirent leur aide financière à Iwerks en 1936, l'obligeant à fermer ses studios rapidement. Après cela, Ub Iwerks travaille pendant un temps pour Columbia Pictures avant de retourner chez Disney en 1940.

### 1940-1970: De retour chez Disney aux effets spéciaux
Après son retour aux Studios Disney en 1940, Iwerks travaille principalement à développer des effets spéciaux. Il serait le créateur du processus de combinaison de prise de vue réelle et d'animation utilisé dans Mélodie du Sud (Song of the South) et aurait aidé à améliorer la caméra multiplane. Il a ainsi amélioré la technique qu'il avait utilisée pour les Alice Comedies dès la production de Pinocchio (1940) Dumbo (1941) Bambi (1942) Les Trois Caballeros (1944). Sa première invention serait un système d'impression optique à plusieurs objectifs utilisé pour combiner les animations et les prises de vues réelles comme dans Mélodie du Sud (1946) et Mélodie Cocktail (1948).
Il a aussi participé à une déclinaison du procédé Xerox à l'animation permettant de photocopier les cellulos. En 1965 il reçoit avec Petro Vlahos un Oscar pour l'utilisation du procédé à la vapeur de sodium dans le film Mary Poppins (1964),,,. Il fait entrer son fils Don Iwerks aux studios Disney comme technicien au début des années 1950.
Dans les années 1960, il participe aux côtés des imagineers à la conception de procédés photographiques et d'effets spéciaux pour les attractions des parcs Disneyland et Magic Kingdom. Parmi les attractions, on peut citer : It's a Small World, Great Moments with Mr. Lincoln, Circle-Vision 360° et son dernier projet Hall of Presidents
Il est régulièrement présent dans les génériques des films d'animation pour les effets spéciaux de caméras.

### Héritage
La plus connue des œuvres d'Iwerks après Mickey Mouse est Flip la grenouille créée pour son propre studio. Flip possède plus qu'une petite ressemblance avec les personnages qu'Iwerks dessina auparavant, Mickey Mouse et Oswald the Lucky Rabbit.
Iwerks était connu pour son travail rapide au dessin et l'animation ainsi que son sens de l'humour farfelu. L'animateur Chuck Jones, qui travailla pour les studios d'Iwerks dans sa jeunesse, disait qu'"Iwerks était cinglé (mais) orthographié en arrière" (Iwerks est phonétiquement le palindrome de screwy, c'est-à-dire cinglé). Ub Iwerks mourut d'une crise cardiaque à Burbank en Californie.
Un documentaire, La main derrière Mickey Mouse : l'histoire d'Ub Iwerks (The Hand Behind the Mouse: The Ub Iwerks Story) fut réalisé en 1999 par sa petite fille, Leslie Iwerks. Elle a également écrit un livre avec John Kenworthy The Hand Behind the Mouse, traduit en français par Laurent Pujo-Menjouet sous le titre Ub Iwerks, et l'Homme créa la Souris, aux Éditions Bazaar&Co.

## Filmographie

### Alice Comedies
- 1923 : Alice's Wonderland
- 1924 : Alice's Day at Sea
- 1924 : Alice's Spooky Adventure
- 1924 : Alice's Wild West Show
- 1924 : Alice's Fishy Story
- 1924 : Alice and the Dog Catcher
- 1924 : Alice the Peacemaker
- 1924 : Alice Gets in Dutch
- 1924 : Alice Hunting in Africa
- 1924 : Alice and the Three Bears
- 1924 : Alice the Piper
- 1925 : Alice Cans the Cannibals
- 1925 : Alice the Toreador
- 1925 : Alice Gets Stung
- 1925 : Alice Solves the Puzzle
- 1925 : Alice's Egg Plant
- 1925 : Alice Loses Out
- 1925 : Alice is Stage Struck
- 1925 : Alice Wins the Derby
- 1925 : Alice Picks the Champ
- 1925 : Alice Chops the Suey
- 1925 : Alice the Jail Bird
- 1925 : Alice's Tin Pony
- 1925 : Alice Plays Cupid
- 1925 : Alice Rattled by Rats
- 1925 : Alice in the Jungle
- 1926 : Alice on the Farm
- 1926 : Alice's Balloon Race
- 1926 : Alice's Little Parade
- 1926 : Alice's Mysterious Mystery
- 1926 : Alice's Orphan ou Alice's Ornery Orphan
- 1926 : Alice Charms the Fish
- 1926 : Alice's Monkey Business
- 1926 : Alice in Slumberland
- 1926 : Alice in the Wooly West
- 1926 : Alice the Fire Fighter
- 1926 : Alice Cuts the Ice
- 1926 : Alice Helps the Romance
- 1926 : Alice's Spanish Guitar
- 1926 : Alice's Brown Derby
- 1926 : Alice the Lumberjack
- 1927 : Alice the Golf Bug
- 1927 : Alice Foils the Pirates
- 1927 : Alice at the Carnival
- 1927 : Alice at the Rodeo ou Alice's Rodeo
- 1927 : Alice the Collegiate
- 1927 : Alice in the Alps
- 1927 : Alice's Auto Race
- 1927 : Alice's Circus Daze
- 1927 : Alice's Knaughty Knight
- 1927 : Alice's Three Bad Eggs
- 1927 : Alice's Picnic
- 1927 : Alice's Channel Swim
- 1927 : Alice in the Klondike
- 1927 : Alice's Medicine Show
- 1927 : Alice the Whaler
- 1927 : Alice the Beach Nut
- 1927 : Alice in the Big League

### Oswald le lapin chanceux
- 1927 : Trolley Troubles
- 1927 : Oh Teacher
- 1927 : The Mechanical Cow
- 1927 : Great Guns
- 1927 : All Wet
- 1927 : The Ocean Hop
- 1927 : The Banker's Daughter
- 1927 : Empty Socks
- 1927 : Rickety Gin
- 1928: Harem Scarem
- 1928 : Neck 'n' Neck
- 1928 : The Ol' Swimmin' Hole
- 1928 : Africa Before Dark
- 1928 : Rival Romeos
- 1928 : Bright Lights
- 1928 : Oh, What a Knight
- 1928 : Sagebrush Sadie
- 1928 : Ride'em Plowboy
- 1928 : Sky Scrappers
- 1928 : Ozzie of the Mounted
- 1928 : Hungry Hoboes
- 1928 : Poor Papa – Court métrage pilote
- 1928 : The Fox Chase
- 1928 : Tall Timber
- 1928 : Sleigh Bells
- 1928 : Hot Dog

### Mickey Mouse
- 1928 : Plane Crazy
- 1928 : Mickey gaucho (The Gallopin' Gaucho)
- 1928 : Steamboat Willie
- 1929 : Bal de campagne (The Barn Dance)
- 1929 : L'Opéra (The Opry House)
- 1929 : When the Cat's Away
- 1929 : Champ de bataille (The Barnyard Battle)
- 1929 : Mickey laboureur (The Plow Boy)
- 1929 : The Karnival Kid
- 1929 : La Locomotive de Mickey (Mickey's Choo-Choo)
- 1929 : Mickey's Follies.
- 1929 : Le Fou de jazz (The Jazz Fool)
- 1929 : The Haunted House
- 1929 : Les Vagues sauvages (Wild Waves)
- 1929 : Les Rythmes de la jungle (Jungle Rhythm)
- 1930 : Concert rustique (The Barnyard Concert)
- 1930 : Just Mickey
- 1930 : Qui s'y frotte s'y pique (The Cactus Kid)

### Silly Symphonies
- 1929 : La Danse macabre de Walt Disney
- 1929 : El Terrible Toreador
- 1929 : Springtime
- 1929 : Les Cloches de l'Enfer (Hell's Bells)
- 1929 : The Merry Dwarfs
- 1930 : Summer
- 1930 : Autumn
- 1930 : Arctic Antics

### Flip la grenouille
- 1930 : Flip fait des claquettes (Fiddlesticks, en couleurs)
- 1930 : Flip boxeur (Flying Fists)
- 1930 : Flip barbier (The village Barber)
- 1930 : Flip et son fils adoptif (Little Orphan Willie)
- 1930 : Flip détective (The Cuckoo Murder Case)
- 1930 : La promenade de Flip (Puddle Pranks)
- 1931 : Le joyeux maréchal-ferrant (The village Smitty)
- 1931 : Flip serveur (The Soup Song)
- 1931 : Flip dentiste (Laughing Gas)
- 1931 : Tapage nocturne (Ragtime Romeo)
- 1931 : Flip achète une voiture (The New Car)
- 1931 : Flip au studio (Movie Mad)
- 1931 : Flip plombier (The Village Specialist)
- 1931 : Flip gardien de prison (Jail Birds)
- 1931 : Flip explorateur (Africa Squeaks)
- 1931 : La maison hantée (Spooks)
- 1932 : Flip laitier (The Milkman)
- 1932 : Flip pompier (Fire-Fire)
- 1932 : Quelle vie de grenouille ! (What a Life)
- 1932 : Flip et son chien (Puppy Love)
- 1932 : Flip à l'école (School Days)
- 1932 : Flip sur le ring (The Bully)
- 1932 : Flip au bureau (The Office Boy)
- 1932 : La cloche de bois (Room Runners)
- 1932 : Flip dans la tempête (Stormy Seas)
- 1932 : Le cirque (Circus)
- 1932 : Flip fait du sport (The Goal Rush)
- 1932 : Flip facteur express (Phoney Express)
- 1933 : Flip aime la musique (The Music Lesson)
- 1933 : Flip bonne d'enfants (Nurse Maid)
- 1933 : La nouvelle tête de Flip (Funny Face)
- 1933 : Flip et le fakir (Coo Coo The Magician)
- 1933 : Le restaurant de Flip (Flip's Lunch Room)
- 1933 : Flip et son robot (Techno-Cracked)
- 1933 : Flip toréador (Bulloney)
- 1933 : Flip policier (Chinaman's Chance)
- 1933 : Flip et les indiens (Pale-Face)
- 1933 : Flip à Hollywood (Soda Squirt)

### Autres productions avec Walt Disney
- 1957-1958 : The Saga of Andy Burnett (6 épisodes)

## Distinction
- Oscars 1964 : Oscar des meilleurs effets visuels pour Les Oiseaux (1963) d'Alfred Hitchcock